# دوري الدرجة الأولى الروماني 1922–23
دوري الدرجة الأولى الروماني 1922–23 (بالرومانية: Divizia A 1922-1923)‏ هو الموسم 11 من دوري الدرجة الأولى الروماني. أقيم خلال الفترة 1922 وحتى 26 أغسطس 1923، وأشرف على تنظيمه اتحاد رومانيا لكرة القدم، وكان عدد الأندية المشاركة فيه 8، وفاز فيه نادي تشينزول تيميشوارا.